# Hilding Rosenberg
Hilding Rosenberg   (Bosjökloster, 21 de juny de 1892 - Västerled, 19 de maig de 1985) fou un compositor, director d'orquestra i educador musical suec.
Juntament amb Wilhelm Stenhammar, del qual en va ser alumne breument, és considerat com un dels compositors més importants de Suècia del segle xx. Va liderar la resistència contra el romanticisme nacional de principis de segle, encarnat per figures com Alfvén, Rangström i Atterberg. Les seves obres segueixen la tradició nòrdica de Nielsen i Sibelius. Però també va ser el pioner suec a abraçar la nova música que arribava d'Europa, influenciada per Schönberg, Hindemith, Stravinski, l'escola francesa en general i, especialment, Honegger. Va compondre nou òperes, dos concerts per a piano, dos per a violí i dos per a violoncel, set simfonies  i dotze quartets de corda, entre altres peces.

## Biografia

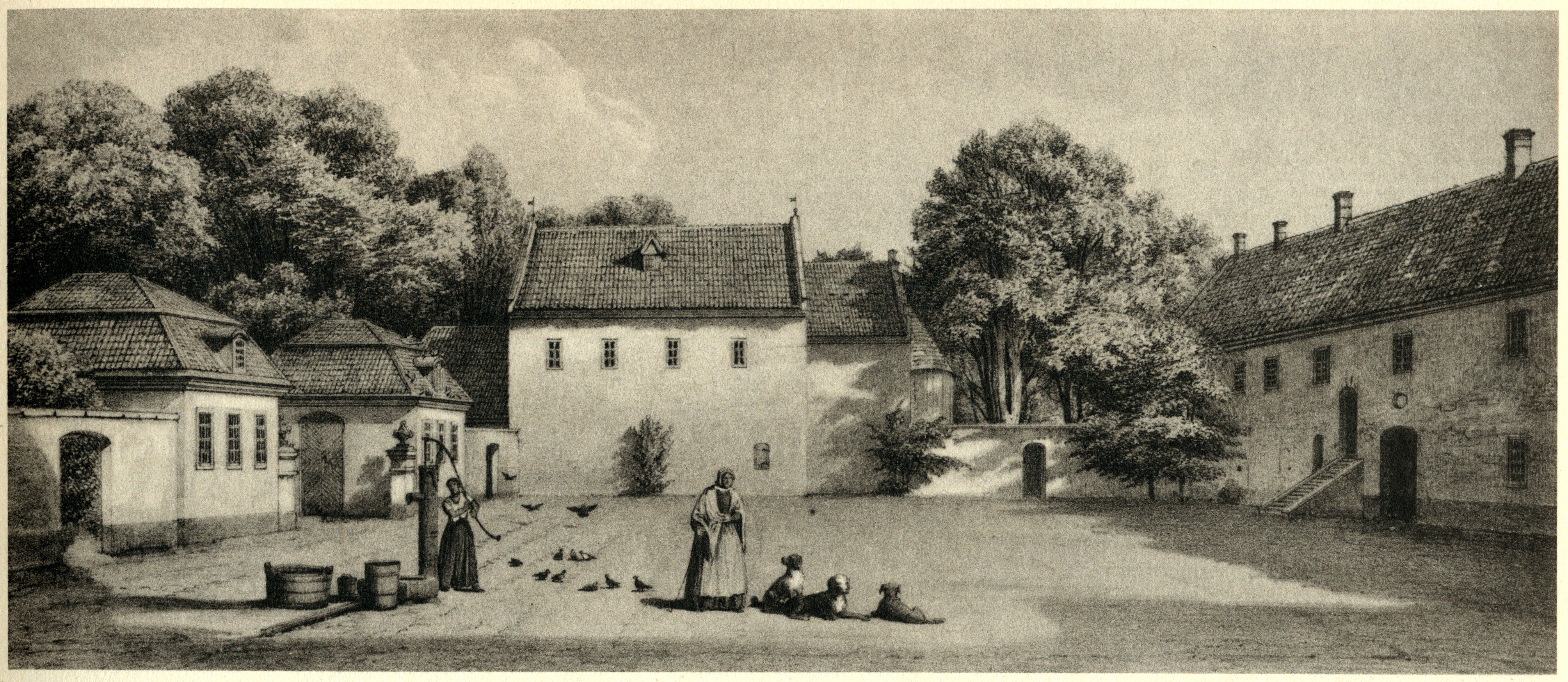
Bosjökloster (Abadia de Bosjö) a mitjans del segle XIX

Nascut a Bosjökloster, va ser el més jove de vuit fills del jardiner Carl Magnus. La seva mare Dotilda (Hilda) Karolina Pamp, feia de cuinera del castell. Malgrat ser una família humil, a la llar hi havia interès per la música. «Les cançons de la mare, els corals de l'església i el cant del rossinyol es van convertir en la tríada que va fundar la naturalesa i l'essència de la meva música», va dir Rosenberg.
El 1909 finalitzà els estudis d'organista a Kalmar i després va treballar com a concertista de piano, professor de composició i el 1913 com a músic d'església a Västra Vemmenhög. Gràcies a una beca, el 1914 Rosenberg va poder començar a estudiar al Conservatori d'Estocolm sota la direcció d'Ernst Ellberg. Entre els seus professors es poden esmentar Richard Andersson (piano), Wilhelm Stenhammar (contrapunt), Ellberg (composició) i Hermann Scherchen (direcció d'orquestra). Stenhammar va incloure diverses de les primeres obres de Rosenberg en els concerts que va organitzar. També va tenir una gran importància en el desenvolupament artístic de Rosenberg assistir el 1917 a una interpretació de la Quarta Simfonia de Sibelius.
Com molts altres joves músics, quan es va acabar la Primera Guerra Mundial va marxar a l'Europa Central per continuar els estudis. Va fer estades a diverses ciutats com a Berlín, Dresden, Viena i a París. En aquest moment, investiga, prova coses noves, s'arrisca en terrenys perillosos. El 1920 va estudiar direcció orquestral a Dresden amb Kurt Striegler i piano amb Richard Buchmayer. Allà va poder escoltar la Simfonia de cambra op. 9 d'Arnold Schönberg, que es va convertir en "una experiència impactant" per a ell i el va portar a compondre el Quartet de corda núm. 1 la tardor de 1920 a París. El va dedicar a Stenhammar, que amb els anys es va convertir en un model ideal per a ell tot i que la música no tenia res a veure amb el seu mestre. Quan es va interpretar per primera vegada a Estocolm el març de 1923, va provocar un escàndol de premsa sense precedents a la història de la música sueca. Va recórrer Europa i es va convertir en un destacat director d'orquestra. També va tenir contactes formatius amb Hindemith.
Durant la dècada dels anys 20, Rosenberg va explorar el seu estil en un període de gran ferment artístic. A Variacions i passacaglia (1922) per a orquestra va prendre com a base les experiències de l'obra de Max Reger, a la Sonata per a piano núm.1 (1923) va buscar sensibilitat romàntica tardana. A les tres sonates per a piano següents –1925 i 1926 (núms. 2–4)–, les dues simfonies eclesiàstiques (1923 i 1924) i en la Sonata núm. 1 per a violí (1921, reelaborat el 1966) es percep una inclinació cap a la claredat i la senzillesa del neoclassicisme en la seva música.
El 1921 es va casar amb la pianista Vera Josephson i es va integrar en una coneguda família cultural jueva.
A la segona meitat de la dècada de 1920, va aparèixer com a director en orquestres regionals. L'any 1930 va participar en un curs de direcció a Königsberg de Hermann Scherchen. A partir d'aquest moment va dirigir diversos concerts simfònics a Estocolm i Göteborg i durant les temporades 1932–34 va ser director d'orquestra i mestre de capella a la Reial Òpera d'Estocolm, per a la qual va compondre l'òpera Resa till Amerika. Després va treballar com a director convidat a molts països europeus i als Estats Units, tanmateix, normalment era per dirigir les seves pròpies simfonies i obres corals.
Si bé les seves primeres obres mostraven la influència de Sibelius, aviat va dirigir el camí perquè els compositors suecs s'allunyessin de l'estil romàntic tardà i es consideressin una mica radicals. La seva producció va abastar tots els gèneres, des de les seves 14 obres per a quartet de corda (1920–1972) i vuit simfonies (1917–1974, incloent-hi la Segona Grave, la Quarta, Johannes Uppenbarelse, la Cinquena, Örtagårdsmästaren i la Sisena Sinfonia Semplice) així com el Concert de piano núm. 2, i cançons. Va escriure una obra considerable per al teatre (al voltant de 50 partitures en total), incloses nou obres operístiques.

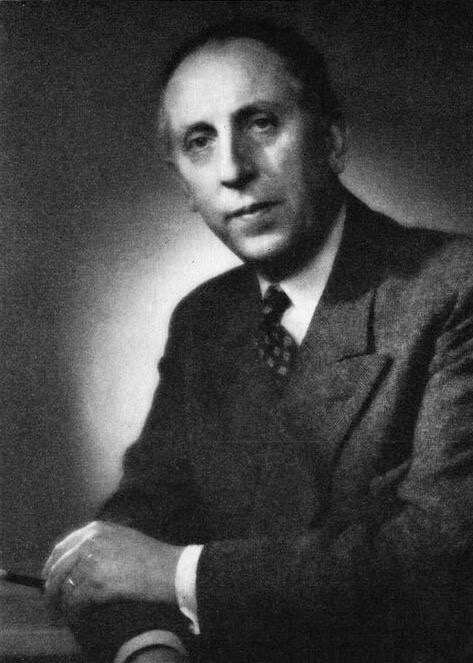
Hilding Rosenberg abans del 1949

El seu concert per a violí forma part de la banda sonora de la pel·lícula de 1936 Intermezzo. També va compondre música per a la pel·lícula de Bergman Hets.
A partir del començament de la dècada dels anys 40, va assumir un rol de creixent importància com a docent de composició. Entre els seus alumnes hi havia: Karl-Birger Blomdahl, Ingvar Lidholm, Sven-Erik Back, Sven-Eric Johanson i Ingvar Lidholm; i posteriorment també Ake Hermanson i Daniel Börtz.
Rosenberg va ser vicepresident de la Reial Acadèmia de Música des de 1951, va rebre un doctorat honorari per la Universitat d'Uppsala el 1951 i va ser membre honorari de l'ISCM.
Va morir a Estocolm.

## Composicions seleccionades

### Música orquestral

#### Simfonies
- Simfonia (núm. 0) (1915–1916, retirada)
- Simfonia núm. 1, op. 5 (1919, revisada el 1932, 1971)
- Simfonia núm. 2 Sinfonia grave, op. 62 (1934)
- Simfonia núm. 3 Les quatre edats de l'home, op. 80 (1939, rev. 1943; 1949 amb nou tercer moviment)
- Simfonia núm. 4 L'Apocalipsi de sant Joan, per a baríton, cor i orquestra, op. 87 (1940; Bíblia, Hjalmar Gullberg)
- Simfonia núm. 5 L'hortolà, per a contralt, cor mixt i orquestra, L. 110 (1944; Bíblia)
- Simfonia núm. 6 Sinfonia semplice (1951)
- Simfonia núm. 7 (1968, rev. 1968)
- Simfonia núm. 8 In candidum, per a cor mixt i orquestra (1974; Vilhelm Ekelund; rev. 1980 com a Sinfonia serena)

#### Concertants
- Suite en re major, op. 13 (1922, versió per a violí i orquestra)
- Concert per a violí núm. 1, op. 22 (1924)
- Concert per a trompeta, op. 47 (1928)
- Variació macabra sobre tema propi per a violí i orquestra (1929, de la música de Dåren och döden, op. 50, revisada el 1953 per a violí i orquestra petita)
- Concert per a piano núm. 1 (1930; inacabat, dos moviments)
- Sinfonia concertant per a violí, viola, oboè, fagot i orquestra (1935)
- Concert per a violoncel núm. 1 (1939)
- Una petita peça per a violoncel, cordes i orgue (1940)
- Concert per a viola (1942, rev. 1945, 1964; per a viola i orquestra de corda)
- Concert per a piano núm. 2 (1950)
- Concert per a violí núm. 2 (1951)
- Concert per a violoncel núm. 2 (1953)
- Riflessioni núm. 1 per a violí i orquestra de cordes (1959)
- 5 peces per a piano i orquestra de cordes (1965)

#### Altra música orquestral
- 3 Fantasies per a orquestra, op. 6 (1918)
- Variacions i passacaglia per a gran orquestra (1922)
- Sinfonia da chiesa núm. 1, op. 15 (1923, rev. 1950)
- Simfonia de cambra, do major, op. 18 (1923)
- Sinfonia da chiesa núm. 2 (1924)
- Suite sobre cançons sueques per a orquestra de cordes, op. 36 (1927)
- Suite sobre De skapade intressena, op. 35 per a orquestra de cambra i orgue (1927)
- Suite núm. 1 sobre De skapade intressena (Marionetterna) op. 31a per a petita orquestra i arp (1927)
- Música fúnebre, op. 43 (1927; per a Wilhelm Stenhammar)
- Preludi a Yttersta domen (El darrer judici) per a petita orquestra (1929)
- Suite de Yttersta domen (El darrer judici) per a orquestra de cordes (1929)
- Suite núm. 1 de Yttersta domen (El darrer judici) op. 49 per a gran orquestra (1929)
- Suite núm. 2 per a petita orquestra de Marionetterna op 31b (1930)
- Suite núm. 1 de Livet en dröm per a orquestra de saló (1930)
- Suite núm. 2 de Livet en dröm per a gran orquestra (1930)
- Suite de Moralitet (1930)
- En festmarsch (1930)
- De glada resenärerna (arranjament per a orquestra de cordes) de Resa till Amerika (Viatge a Amèrica) (1932)
- Suite simfònica de Resa till Amerika (Viatge a Amèrica) (1934)
- Obertura Piccola de Hus med dubbel ingång (1934, arr. per a banda militar)
- Suite de dansa de Resa till Amerika (Viatge a Amèrica) per a petita orquestra (1935, arr. Yngve Sköld)
- Suite de dansa de Resa till Amerika (Viatge a Amèrica) (versió per a orquestra de cordes) (1936, arr. Yngve Sköld)
- Bergslagsbilder (Imatges de Bergslagen) op 72, suite de música de pel·lícula per a Bergslagsfolk (1937; Edvard Åkerberg)
- Obertura a Marionetter (1938)
- Suite de dansa de Marionetter (1938)
- Taffelmusik (Divertimento) per a orquestra de cambra (1939; revisió de Taffelmusik per a violí, violoncel i piano)
- Suite de dansa I Bergakungens sal, de De två konungadöttrarna (1940)
- Djufar, suite per a orquestra (1942)
- Vindarnas musik, suite de Lycksalighetens per a orquestra (1943)
- Música del ballet Orfeus i sta'n (Orfeu a la ciutat) (1945)
- Obertura Bianca-nera per a orquestra de cordes (1946)
- Concert núm. 1 per a cordes (1946)
- * Eden (Adam i Eva) (1946; basat en el Concert núm. 1 per a cordes, 1946)
- Partita per a orquestra de Josef och hans bröder (Josep i els seus germans) (1947)
- Concert núm. 2 per a gran orquestra (1949)
- Concert núm. 3, Louisville Concerto (1954, rev. 1968)
- Ingresse solenne del premio Nobel, obertura festiva (1952)
- Lento per a orquestra de cordes Elegia – Crisi hongaresa (1956)
- Riflessioni núm. 2 per a orquestra de cordes (1960)
- Riflessioni núm. 3 per a orquestra de cordes (1960)
- Metamorfosi simfòniques núm. 1 per a gran orquestra, de l'obra de ballet Salome (1963)
- Metamorfosi simfòniques núm. 2, Andantino i tema amb 7 variacions de l'obra de ballet Salome (1963)
- Metamorfosi simfòniques núm. 3, de l'obra de ballet Sönerna (Els fills) (1964)
- Concert núm. 4 per a orquestra de cordes (1966)

### Música de cambra

#### Quartets de corda
- Quartet de corda núm. 1 op. 9 (1920, rev. 1923, 1955)
- Quartet de corda núm. 2 op. 21 (1924, rev. 1956)
- Quartet de corda núm. 3 op. 28 Quartetto pastorale (1926, rev. 1955)
- Quartet de corda núm. 4 (1939)
- Quartet de corda 1942 (1942, inacabat)
- Quartet de corda núm. 5 (1949)
- Quartet de corda núm. 6 (1953)
- Quartet de corda núm. 7 (1956)
- Quartet de corda núm. 8 (1957)
- Quartet de corda núm. 9 (1957, rev. 1964)
- Quartet de corda núm. 10 (1957)
- Quartet de corda núm. 11 (1957)
- Quartet de corda núm. 12 Quartetto riepilogo (1957)
- 6 Moments musicals per a quartet de corda, Carl Nielsen in memoriam (1972)

Violí i piano
- Suite per a violí i piano en re major, op. 13 (1922)
- Sonata per a violí núm. 1 op. 32 (1926)
- Sonata per a violí núm. 2 op. 85 (1940)

Altra música de cambra
- Quintet de piano en re major op. 3 (1917)
- Trio per a flauta, violí i viola op. 11 (1920)
- Sonatina per a flauta i piano op. 19 (1923)
- Preludi i ària per a violí i piano op. 25 (1925)
- Trio per a oboè, clarinet i fagot op. 42 (1927)
- Divertimento per a trio de cordes, op. 67 (1936)
- Taffelmusik per a violí, violoncel i piano (1939)
- Serenata per a flauta, violí i viola op. 82 (1940)
- Quintet de metalls (1959, rev. 1968)

### Composicions per a solista

#### Sonates per a piano
- Sonata per a piano núm. 1 op. 17 (1923)
- Sonata per a piano núm. 2 op. 27 (1925)
- Sonata per a piano núm. 3 op. 20 (1926)
- Sonata per a piano núm. 4 op. 35 (1926)

#### Altres per a piano
- 3 intermezzi per a piano op. 1 (1916)
- 8 escenes plàstiques per a piano op. 10 (1921)
- Suite per a piano op. 20 (1924)
- 11 petites etudes per a piano op. 24 (1925)
- 2 peces per a piano (1927)
- Improvisacions per a piano (1939)
- Tema i variacions per a piano (1941, 17 variacions)
- 6 etudes polifòniques per a piano (1945)
- 11 noves petites etudes per a piano (1949)
- Sonatina per a piano (1949)
- De kära sekunderna (1962)

#### Orgue
- 4 preludis corals op. 38 (1927)
- Fantasia i fuga (1941)
- Preludi i fuga (1948)
- Tocata, Ària Pastoral, Chacona (1952)
- Sequence 40 (1961)
- Variacions corals sobre l'himne Lover Gud i himmelshöjd (1965)
- Fantasia en re menor

#### Violí
- Sonata núm. 1 per a violí sol op. 12 (1920, rev. 1966)
- Sonata núm. 2 per a violí sol (1953)
- Sonata núm. 3 per a violí sol (1963, rev. 1967)

#### Altres
- Llegenda per a valthor (1929)
- Sonata per a flauta solista (1959, rev. 1965)
- Sonata per a clarinet solista (1960)